# Tim Hall
Tim Hall, né le 15 avril 1997 à Esch-sur-Alzette, est un footballeur international luxembourgeois évoluant au poste de défenseur central.

## Biographie

### Carrière en club
En mai 2017, il s'engage pour deux saisons avec le Lierse, équipe de deuxième division belge. À la suite du retrait de licence professionnelle du Lierse, Tim Hall rejoint le Progrès Niedercorn en BGL Ligue. En août 2019, après une bonne saison en première division luxembourgeoise, il signe un contrat avec le Karpaty Lviv en Ukraine et devient ainsi le 3e international luxembourgeois à jouer en Premier-Liga.

### Carrière internationale
Tim Hall joue avec les moins de 17 ans, puis avec les moins de 19 ans.
Il reçoit sa première sélection en équipe du Luxembourg le 28 mars 2017, en amical contre le Cap-Vert (défaite 0-2 à Hesperange).